# Cryptanura basimacula
Cryptanura basimacula là một loài tò vò trong họ Ichneumonidae.